# Michael Kessler
Michael Kessler ( Lima, 7 de marzo de 1967 (58 años) es un botánico alemán. Ha trabajado extensamente en "Aráceas y Pteridofitas" de Bolivia. Es investigador del "Instituto Albrecht-von-Haller fur Pflanzenwissenschaften, en sistemática vegetal, en Gotinga
En 1986 es bachiller de la Alexander-von-Humboldt-Schule, de Lima. Luego en 1989, recibe su Ms.Sc. en Biología, de la Georg-August-University, de Gotinga. Y en 1995, su Ph.D. summa cum laude, eb Biología, en la misma Universidad.
Ha reconocido a decenas de nuevas especies, entre ellas a Asplenium mosetenense M.Kessler en Candollea 61(2): 309 2006); Polylepis neglecta M.Kessler en Candollea, 50(1): 140 (1995).

## Algunas publicaciones
- Acebey, A; M Kessler; BL Maass. 2007. Potencial de aprovechamiento de Bromeliaceae y Araceae como recursos no maderables en el bosque montano húmedo del parque nacional Cotapata, Bolivia. Ecología en Bolivia 42: 4-22
- Bach, K; M Kessler; SR Gradstein. 2007. A simulation approach to determine statistical significance of species turnover peaks in a species-rich tropical cloud forest. Diversity & Distributions 13: 863-870
- Gradstein, SR; M Kessler; R Pitopang. 2007. Tree species diversity relative to human land uses in tropical rain forest margins in Central Sulawesi. pp. 321-334 en Tscharntke, T, C Leuschner, M Zeller, E Guhardja, A Bidin (eds) The stability of tropical rainforest margins, linking ecological, economic & social constraints of land use and conservation. Springer, Berlín
- Jácome, J, M Kessler, AR Smith. 2007. A human-induced skewed elevational frequency distribution of ferns in the Andes. Global Ecology & Biogeography 16: 313-318
- Kessler, M, J Böhner, J Kluge. 2007. Modelling tree height to assess climatic conditions at tree lines in the Bolivian Andes. Ecological Modelling 207: 223-233
- --------, M, Y Siorak, M Wunderlich, C Wegner. 2007. Patterns of morphological leaf traits among pteridophytes along humidity & temperature gradients in the Bolivian Andes. Functional Plant Biology 34: 963-971
- --------, AR Smith. 2007. Ten new species & other nomenclatural changes for ferns from Bolivia. Brittonia 59: 186-197
- --------, AR Smith, M Lehnert. 2007. Ten new species and two new combinations of Blechnum (Blechnaceae, Pteridophyta) from Bolivia. American Fern Journal 97: 66-80
- Kluge, J, M Kessler. 2007. Morphological characteristics of fern assemblages along an elevational gradient: patterns & causes. Ecotropica 13: 27-44
- Krömer, T, M Kessler, SR Gradstein. 2007. Vertical stratification of vascular epiphytes in submontane & montane forest of the Bolivian Andes: the importance of the understory. Plant Ecology 189: 261-278
- Lozada, T, GHJ de Koning, M Kessler, A-M Klein, T Tscharntke. 2007. Geographical range size of tropical plants influences their response to anthropogenic activities. Diversity & Distributions Early Online: 1-10. doi: 10.1111/j.1472-4642.2007.00413.x
- Schmidt-Lebuhn, AN, M Kessler. 2007. Key2html: a tool for the quick conversion of dichotomous keys into HTML code. Taxon 56: 505-508
- --------, --------, I Hensen. 2007. Hummingbirds as drivers of plant speciation? Trends in Plant Science 12: 329-331
- --------, --------, P Seltmann. 2007. Consequences of wind pollination in an Andean Rosaceae: genetic structure & patterns of species distribution in Polylepis Ruiz & Pav. Plant Systematics & Evolution 266: 91-103

, M Schwerdtfeger, M Kessler, G Lohaus. 2007. Phylogenetic constraints vs. ecology in the nectar composition of Acanthaceae. Flora 202: 62-69
- Soria A, RW Kessler, M Kessler. 2007. The influence of sampling intensity on the perception of the spatial distribution of tropical diversity & endemism: a case study of ferns from Bolivia. Diversity & Distributions Early Online 1-8. doi : 10.1111/j.1472-4642.2007.00433.x
- Steffan-Dewenter, I, M Kessler, J Barkmann, M Bos, D Buchori, S Erasmi, H Faust, G Gerold, K Glenk, SR Gradstein, E Guhardja, M Harteveld, D Hertel, P Höhn, M Kappas, S Köhler, C Leuschner, M Maertens, R Marggraf, S Migge-Kleian, J Mogea, R Pitopang, M Schaefer, S Schwarze, SG Sporn, A Steingrebe, SS Tjitrosoedirdjo, S Tjitrosoemito, A Twele, R Weber, L Woltmann, M Zeller, T Tscharntke. 2007. Tradeoffs between income, biodiversity, & ecosystem function during rainforest conversion & agroforestry intensification. Proc. National Academy of Sci. USA 104: 4973-4978
- Acebey, A, M Kessler, BL Maass, T Krömer. 2006. Aráceas y bromeliáceas en bosques andinos de Bolivia. S. 434-448 en Moraes R, M, B Øllgaard, LP Kvist, F Borchsenius, H Balslev (eds) Botánica Económica de los Andes Centrales. Universidad Mayor de San Andrés, Plural Editores, La Paz
- Herzog, SK, M Kessler. 2006. Local vs. regional control of species richness: a new approach to test for competitive exclusion at the community level. Global Ecology & Biogeography 15: 163-172
- Kessler, M. 2006. Bosques de Polylepis. S. 110-120 en Moraes R, M, B Øllgaard, LP Kvist, F Borchsenius, H Balslev (eds) Botánica Económica de los Andes Centrales. Universidad Mayor de San Andrés, Plural Editores, La Paz
- --------, L Betz, S. Roedde. 2006. Red List of the Pteridophytes of Bolivia. Pdf en http://www.fernsofbolivia.uni-goettingen.de (enlace roto disponible en Internet Archive; véase el historial, la primera versión y la última).
- --------, JT Mickel. 2006. Nineteen new species of Elaphoglossum (Dryopteridaceae, Pteridophyta) from Bolivia. Brittonia 58: 93-118
- --------, AR Smith. 2006. Megalastrum (Dryopteridaceae – Pteridophyta) in Bolivia, with descriptions of six new species. American Fern Journal 96: 31-44
- --------, AR Smith. 2006. Five new species of Asplenium (Aspleniaceae) from Bolivia. Candollea 61: 305-313
- --------, AR Smith, M Lehnert. 2006. Four new species of Selaginella (Selaginellaceae – Pteridophyta) from Bolivia. Edinburgh Journal of Botany 63: 85-93
- Kluge, J, M Kessler. 2006. Fern endemism & its correlates: contribution from an elevational transect in Costa Rica. Diversity & Distributions 12: 535-545
- --------, --------, R Dunn. 2006. What drives elevational patterns of diversity? A test of geometric constraints, climate, & spp. pool effects for pteridophytes on an elevational gradient in Costa Rica. Global Ecology and Biogeography 15: 358-371
- Krömer, T, M Kessler. 2006. Filmy ferns (Hymenophyllaceae) as high-canopy epiphytes. Ecotropica 12: 57-63
- --------, --------, SK Herzog. 2006. Distribution and flowering ecology of bromeliads along two climatically contrasting elevational transects in the Bolivian Andes. Biotropica 38: 183-195
- Schmidt-Lebuhn, AN, M Kessler, M Kumar. 2006. Promiscuity in the Andes: species relationships in Polylepis (Rosaceae, Sanguisorbeae) based on AFLP & morphology. Systematic Botany 31: 547-559
- --------, M Kumar, M Kessler. 2006. An assessment of the genetic population structure of two species of Polylepis Ruiz & Pav. (Rosaceae) in the Chilean Andes. Flora 201: 317-325
- Herzog, SK, M Kessler, K Bach. 2005. The elevational gradient in Andean bird species richness at the local scale: a foothill peak & a high-elevation plateau. Ecography 28: 209-222
- Jácome, J, M Kessler. 2005. Effects of simulated climate change on biomass allocation patterns of seedlings of two Andean Lepidium species (Brassicaceae) with different elevational distibutions. Ecotropica 11: 73-77
- Jørgensen, PM, MJ Macía, A Fuentes, SG Beck, M Kessler, N Paniagua, R Seidel, C Maldonado, A Araujo-Murakami, L Cayola, T Consiglio, TJ Killeen, WH Cabrera, F Bascopé, D de la Quintana, T Miranda, F Canqui, V Cardona-Peña. 2005. Lista anotada de las plantas vasculares registradas en la región de Madidi. Ecología en Bolivia 40: 70-169
- Kessler, M, PJA Keßler, SR Gradstein, K Bach, M Schmull, R Pitopang. 2005. Tree diversity in primary forest & different land use systems in Central Sulawesi, Indonesia. Biodiversity and Conservation 14: 547-560
- --------, AN Schmidt-Lebuhn. 2005. Taxonomical & distributional notes on Polylepis (Rosaceae). Organisms, Diversity & Evolution 6: 67-70 + electr. Suppl. 1-10
- --------, AR Smith. 2005. Seven new species, 13 new combinations, & one new name of Polypodiaceae (Pteridophyta) from Bolivia. Candollea 60: 271-288
- --------, --------, MA Sundue. 2005. Three new species of Hymenophyllum (Hymenophyllaceae) from Bolivia. Blumea 50: 555-559
- --------, --------, --------, . 2005. Notes on the genus Polystichum (Dryopteridaceae, Pteridophyta) in Bolivia, with descriptions of ten new species. Brittonia 57: 205-227
- Kluge, J, M Kessler. 2005. Inventory of pteridophytes along an elevational transect in Braulio Carrillo National Park, Biological Station La Selva & Cerro de la Muerte, Costa Rica. Brenesia 63-64: 11-34
- Krömer, T, M Kessler, SR Gradstein, A Acebey. 2005. Diversity patterns of vascular epiphytes along an elevational gradient in the Andes. Journal of Biogeography 32: 1799-1810
- Schmidt-Lebuhn, AN, M Kessler, J Müller. 2005. Evolutionary history of Suessenguthia (Acanthaceae) inferred from morphology, AFLP data & ITS rDNA sequences. Organisms, Diversity & Evolution 5: 1-13
- Smith, AR, B León, H Tuomisto, H van der Werff, RC Moran, M Lehnert, M Kessler. 2005. New records of pteridophytes for the Flora of Peru. Sida 21: 2321-2341
- Fjeldså, J, M Kessler. 2004. Conservando la diversidad biológica de bosques de Polylepis en los Andes de Bolivia. Una contribución al manejo sustentable en los Andes. Fundación Amigos de la Naturaleza. Santa Cruz, Bolivia. 214 pp.
- Kessler, M. 2004. Diversity & biogeography of Bolivian ferns at three spatial scales. pp. 167-179 en Breckle, S-W, B Schweizer & A Fangmeier (Eds) Results of worldwide ecological studies. Proceedings of the 2nd sympsoium of the A.F.W. Schimper-Foundation. Verlag G. Heimbach, Stuttgart
- --------. 2004. Die tropisch-alpine Stufe in Zentral- und Südamerika. S. 135-147 in Walter, H. & S.-W. Breckle (Eds) Ökologie der Erde. Band 2: Spezielle Ökologie der Tropen und Subtropen. Elsevier, Spektrum Akad. Verlag, München.
- --------. Bolivianische Andén. 2004. S. 456-463 in Burga, CA, F Klötzli & G Grabherr (Eds) Gebirge der Erde. Landschaft, Klima, Pflanzenwelt. Ulmer, Stuttgart
- --------. 2004. Pteridophytes. pp. 98-101 in Ibisch, P.L. & G. Merida (Eds) Biodiversity: the richness of Bolivia. State of knowledge and conservation. Fundación Amigos de la Naturaleza. Santa Cruz, Bolivia
- Purcell, J, A Brelsford & M Kessler. 2004. The World’s Highest Forest. American Scientist 92: 454-461
- Wesche, K. & M Kessler. 2004. Die humide tropisch-alpine Stufe: weltweite Gemeinsamkeiten. S. 128-135 in Walter, H. & S.-W. Breckle (Eds) Ökologie der Erde. Band 2: Spezielle Ökologie der Tropen und Subtropen. Elsevier, Spektrum Akad. Verlag, München
- Hennessey, AB, SK Herzog, M Kessler & D Robinson. 2003. Avifauna of the Pilon Lajas Biosphere Reserve & Communal Lands, Bolivia. Bird Conservation International 13: 319-349
- Kessler, M. 2003a. Biodiversitätsforschung am Beispiel der Pflanzenwelt der bolivianischen Andén. En Gradstein, SR, R Willmann & G Zizka (Eds) Biodiversitätsforschung: Die Entschlüsselung der Artenvielfalt in Raum und Zeit. Kleine Senckenberg Reihe 45: 127-136
- --------. 2003b. Pteridófitas. S. 100-103 en Ibisch, PL & G Merida (Eds) Biodiversidad: la riqueza de Bolivia. Estado de conocimiento y conservación. Fundación Amigos de la Naturaleza. Santa Cruz, Bolivia
- Wegner, C, M Wunderlich, M Kessler & M Schawe. 2003. Foliar C/N ratio of ferns along an Andean elevational gradient. Biotropica 35: 486-490
- Herzog, SK & M Kessler. 2002. Composition & biogeography of dry forest bird communities in Bolivia. Journal für Ornithologie 143: 171-204
- --------, --------, TM Cahill. 2002. Evaluation of a new rapid assessment method for estimating avian diversity in tropical forests. The Auk 199: 749-769
- --------. 2002a. The elevational gradient of Andean plant endemism: varying influences of taxon-specific traits & topography at different taxonomic levels. J.Biogeography 29: 1159-1166
- --------. 2002b. Range size and its ecological correlates among the pteridophytes of Carrasco National Park, Bolivia. Global Ecology & Biogeography 11: 89-102
- --------. 2002c. Environmental patterns and ecological correlates of range-size among bromeliad communities of Andean forests in Bolivia. The Botanical Review 68: 100-127
- --------. 2002d. Species richness and ecophysiological type among Bolivian bromeliad communities. Biodiversity & Conservation 11: 987-1010
- --------. 2002e. Indikatorgruppen für vegetationskundliche Untersuchungen in Tropenwäldern: Möglichkeiten und Begrenzungen. Berichte der Reinhold-Tüxen-Gesellschaft 14: 93-102
- --------. 2002f. The „Polylepis problem“: Where do we stand? Ecotropica 8: 97-110
- --------. 2002g. Plant species richness and endemism of upper montane forests and timberline habitats in the Bolivian Andes and their relationship to natural and human disturbances. S. 59-74 in C. Körner & E.M. Spehn (Eds) Mountain Biodiversity. A Global Assessment. Parthenon Publishing, Londres
- --------, SG Beck. 2002. Bolivia. S. 581-622 in Kapelle, M. & A.D. Brown (Eds) Bosques nublados del neotrópico. IUCN - INBio - Fundación ANA. Instituto Nacional de Biodiversidad. Santo Domingo de Heredia, Costa Rica
- --------. 2001 a. Maximum plant community endemism at intermediate intensities of anthropogenic disturbance in Bolivian montane forests. Conservation Biology 15: 634-641
- --------. 2001 b. Pteridophyte species richness in Andean forests in Bolivia. Biodiversity & Conservation 10: 1473-1495.
- --------. 2001 c. Patterns of diversity and range size of selected plant groups along an elevational transect in the Bolivian Andes. Biodiversity & Conservation 10: 1897-1920
- --------. 2001 d. Diversidad y endemismo de grupos selectos de plantas en la Serranía de Pilón Lajas, depto. Beni, Bolivia. Revista de la Sociedad Boliviana de Botánica 3: 124-145
- --------. 2001 e. Diversität, Anpassungen und Endemismus bolivianischer Bromelien. Die Bromelie 2/2001: 36-44
- --------, I Hensen. 2001. ¿Es hoy en día la designación formal de unidades fitosociológicas de vegetación un método adecuado en Bolivia? Ecología en Bolivia 36: 71-72
- --------, SK Herzog, J Fjeldså & K Bach. 2001. Species richness & endemism of plant and bird communities along two gradients of elevation, humidity, and land use in the Bolivian Andes. Diversity & Distributions 7: 61-77
- --------, BS Parris & E Kessler. 2001. A comparison of the tropical montane pteridophyte communities of Mount Kinabalu, Borneo, and parque nacional Carrasco, Bolivia. Journal of Biogeography 28: 611-622
- --------, AR Smith, A Acebey & J Gonzales. 2001. Registros adicionales de pteridófitos del parque nacional Carrasco, dpto. Cochabamba, Bolivia. Revista de la Socieded Boliviana de Botánica 3: 146-150
- Lehnert, M, M Mönnich, T Pleines, A Schmidt-Lebuhn & M Kessler. 2001. The Relictual Fern Genus Loxsomopsis. American Fern Journal 91: 13-24
- Herzog, SK & M Kessler. 2000. First records of Barred Parakeet Bolborhynchus lineola & Roraiman Flycatcher Myiophobus roraimae in Bolivia. Cotinga 14: 104-105
- Ibisch, PL, M Kessler, C Nowicki & W Barthlott. 2000. Ecology, biogeography & diversity of the Bolivian epiphytic cacti – with the description of two new taxa. Bradleya 18: 2-30
- Kessler, M. 2000 a. Altitudinal zonation of Andean cryptogam communities. Journal of Biogeography 27: 275-282
- --------. 2000 b. Elevational gradients in species richness & endemism of selected plant groups in the central Bolivian Andes. Plant Ecology 149: 181-193
- --------. 2000 c. Upslope-directed mass effect in palms along an Andean elevational gradient: a cause for high diversity at mid-elevations? Biotropica 32: 756-759
- --------. 2000 d. Observations on a human-induced fire a humid timberline in the Bolivian Andes. Ecotropica 6: 89-93
- --------, K Bach, N Helme, SG Beck & J Gonzales. 2000. Floristic diversity of Andean dry forests in Bolivia - an overview. S. 219-234 in Breckle, S-W, B Schweizer & U Arndt (Eds) Ergebnisse weltweiter ökologischer Forschung. Beiträge des 1. Symposiums der AFW Schimper-Stiftung von H & E Walter, Hohenheim, octubre de 1998. Günter Heimbach Verlag, Stuttgart
- --------, T Krömer. 2000. Patterns and ecological correlates of pollination modes among bromeliad communities of Andean forests in Bolivia. Plant Biology 2: 659-669
- --------, --------, I Jimenez. 2000. Inventario de grupos selectos de plantas en el Valle de Masicurí (Santa Cruz, Bolivia). Revista Boliviana de Ecología y Conservación Ambiental 8: 3-15
- Bach, K, M Kessler & J Gonzales. 1999. Caracterización preliminar de los bosques caducos andinos de Bolivia sobre la base de grupos indicadores botánicos. Ecología en Bolivia 32: 7-22
- Fjeldså, J., M. Kessler & G. Swanson (Eds). 1999. Cocapata and Saila Pata: People and biodiversity in a Bolivian montane valley. DIVA Technical Report 7, Rønde, Denmark. 175 pp.
- Herzog, S.K., J. Fjeldså, M. Kessler & J.A. Balderrama. 1999. Ornithological surveys of the Cordillera Cocapata, depto. Cochabamba, Bolivia, a transition zone between humid and dry intermontane Andean habitats. Bulletin of the British Ornithological Club 119: 162-177
- Kessler, M. 1999 a. Plant species richness and endemism during natural landslide succession in a perhumid montane forest in the Bolivian Andes. Ecotropica 5: 123-136
- --------. 1999 b. Bromelien einer Reise nach Südwestekuador. Die Bromelie 2/1999: 50-56
- --------, K. Bach. 1999. Using indicator families for vegetation classification in species-rich Neotropical forests. Phytocoenologia 29: 485-502
- --------, T Croat. 1999. State of knowledge of Bolivian Araceae. Selbyana 20: 224-234
- --------, N Helme. 1999. Floristic diversity and phytogeography of the central Tuichi Valley, an isolated dry forest locality in the Bolivian Andes. Candollea 54: 341-366
- --------, PL Ibisch , E Gross. 1999. Fosterella cotacajensis, und nueva especie de Bromeliaceae de los valles secos de Bolivia. Revista de la Socieded Boliviana de Botánica 2: 111-116
- --------, AR Smith , J Gonzales. 1999. Inventario de pteridófitos en una transecta altitudinal del parque nacional Carrasco, Dto. Cochabamba, Bolivia. Revista de la Socieded Boliviana de Botánica 2: 227-250
- Krömer, T, M Kessler, BK Holst, HE Luther, E Gouda, W Till, PL Ibisch, R Vásquez. 1999. Checklist of Bolivian Bromeliaceae with notes on species distribution and levels of endemism. Selbyana 20: 201-223
- Smith, AR, M Kessler, J Gonzales. 1999. New records of pteridophytes from Bolivia. American Fern Journal 89: 244-266
- Herzog, SK, M Kessler. 1998. In search of the last Horned Curassows Pauxi unicornis in Bolivia. Cotinga 10: 46-48
- Kessler, M. 1998 a. Forgotten forests of the high Andes. Plant Talk 15: 25-28
- --------. 1998 b. Land use, economy and the conservation of biodiversity of high-Andean forests in Bolivia. S. 339-351 in Barthlott, W. & M. Winiger (Eds) Biodiversity. A Challenge for Development Research and Policy. Springer, Berlín
- --------, SK Herzog. 1998. Conservation status in Bolivia of timberline habitats, elfin forest and their birds. Cotinga 10: 50-54
- --------, S Hohnwald. 1998. Bodentemperaturen innerhalb und außerhalb bewaldeter und unbewaldeter Blockhalden in den bolivianischen Hochanden. Ein Test der Hypothese von Walter und Medina (1967). Erdkunde 52: 54-62
- Maijer, S, SK Herzog, M Kessler, J Fjeldså, M Friggens. 1998. A distinctive new subspecies of Pyrrhura molinae from Bolivia. Ornitología Neotropical 9: 185-192
- Best, B, M Kessler. 1997. Ecuador's physical setting. S. 28-42 in Best, B., Heijnen, T. & R. Williams (Eds) A Guide to Bird-watching in Ecuador and the Galápagos Islands. Biosphere Publications, Leeds, RU
- Herzog, SK, M Kessler. 1997. Dieta de una colonia de guácharos (Steatornis caripensis) en el parque nacional Carrasco, Cochabamba, Bolivia. Ecología en Bolivia 30: 69-73
- --------, --------, S Maijer, S Hohnwald. 1997. Distributional notes on birds of Andean dry forests in Bolivia. Bulletin of the British Ornithological Club 117: 223-235
- Perry, A, M Kessler, N Helme. 1997. Birds of the central Río Tuichi valley, with emphasis on dry forests, parque nacional Madidi, depto. La Paz, Bolivia. S. 557-576 in Remsen, J.V., Jr. (Ed.) Studies in Neotropical Ornithology Honoring Ted Parker. Ornithological Monographs 48, Washington
- Fjeldså, J, M Kessler. 1996. Conserving the Biological Diversity of Polylepis Woodlands of the Highland of Peru and Bolivia. A Contribution to Sustainable Natural Ressource Management in the Andes. NORDECO, Copenhague, 250 pp.
- Best, B, M Kessler. 1995. Biodiversity and Conservation in Tumbesian Ecuador and Peru. Cambridge, U.K.: BirdLife International. 218 pp.
- Kessler, M. 1995 a. Polylepis-Wälder Boliviens: Taxa, Ökologie, Verbreitung und Geschichte. Dissertationes Botanicae 246, J. Cramer, Berlín. 303 pp.
- --------. 1995 b. Present and potential distribution of Polylepis (Rosaceae) forests in Bolivia. S. 281-294 in Churchill, S.P., H. Balslev, E. Forero & J.L. Luteyn (Eds) Biodiversity and conservation of neotropical montane forests. New York Botanical Garden, Bronx
- --------. 1995 c. Revalidación de Polylepis rugulosa Bitter. Gayana Botanica 52: 49-51
- --------. 1995 d. The genus Polylepis (Rosaceae) in Bolivia. Candollea 42: 31-71
- Parker, TA, TS Schulenberg, M Kessler, W Wust. 1995. Natural history and conservation of some endemic birds from north-west Peru. Bird Conservation International 5: 201-231
- Kessler, M, P Driesch. 1993. Causas e historia de la destrucción de bosques altoandinos en Bolivia. Ecología en Bolivia 21: 1-18
- --------. 1992. The vegetation of south-west Ecuador. pp. 79-99 in B.J. Best (Ed.). The threatened forests of south-west Ecuador. Biosphere Publ., Leeds, RU

- La abreviatura «M.Kessler» se emplea para indicar a Michael Kessler como autoridad en la descripción y clasificación científica de los vegetales.[2]